# シリウスシンボリ
シリウスシンボリ（欧字名：Sirius Symboli、1982年3月26日 - 2012年4月8日）は日本の競走馬、種牡馬。主な勝ち鞍は、1985年の東京優駿（日本ダービー）。1985年から1987年にかけて約2年間ヨーロッパの競走に出走した。
※馬齢は旧表記。

## 競走馬時代

### 3歳
1984年9月16日、中山競馬場の新馬戦にて加藤和宏騎乗でデビュー。出遅れながらも1着になり、デビュー勝ちを収めた。2走目の芙蓉特別は1位入線も斜行により失格、3走目のいちょう特別は第4コーナーで不利を受けたのが原因で2着と敗れるが、府中3歳ステークスでクビ差で競り勝ち、この年を終えていた。

### 4歳春
後述する転厩騒動後の若葉賞は、岡部幸雄が騎乗し勝利したものの、皐月賞は移籍騒動の影響で出走できなかった。鞍上が加藤に戻った日本ダービーでは、皐月賞を5馬身差で優勝したミホシンザンが骨折で回避した事もあり、単勝1番人気に推された。レースではスダホークを3馬身差で下し優勝した。

### 欧州遠征（4歳秋 - 6歳春）
日本ダービーを優勝したシリウスシンボリはシンボリルドルフに帯同して海外に遠征する予定であったが、シンボリルドルフが故障により遠征を中止したため、単独で渡欧した。
4歳時はキングジョージ6世&クイーンエリザベスステークス8着、バーデン大賞4着、プランスドランジュ賞6着、ロワイヤルオーク賞3着に終わった。なお、キングジョージとバーデン大賞までは岡部が騎乗している。
5歳時はエドゥヴィユ賞5着、シーシック賞では1番人気に推されたが3着、ミラノ大賞典5着、ゴントービロン賞4着、フォワ賞2着、コンセイユドパリ賞4着。凱旋門賞にも出走したが、ダンシングブレーヴの14着に終わっている。
6歳時はエドモンブラン賞4着、アルクール賞8着、ガネー賞7着に終わり、このガネー賞を最後にシリウスシンボリは帰国した。

### 帰国後（6歳秋 - 7歳）
帰国したシリウスシンボリは鞍上を加藤に戻して毎日王冠で復帰したが8着、天皇賞（秋）では勝ったニッポーテイオーから1.7秒も離された9着に終わった。
7歳時は夏の函館開催から復帰したが、オープン特別の青函トンネル開通記念2着を経て出走した函館記念ではレコード勝ちしたサッカーボーイから1.4秒離された4着に終わった。続く毎日王冠では、ゲート入り前にレジェンドテイオーとダイナアクトレスを蹴り、レジェンドテイオーを発走除外に追い込む事件を起こし 、レース後に厩務員同士が喧嘩する事態にまで発展したがオグリキャップの2着と好走した。次走、天皇賞（秋）で7着に終わった後に骨折が判明し、現役を引退した。

## 競走成績
以下の内容は、netkeiba.com(国内競走)及び日本調教馬の日本国外への遠征(国外競走)の情報に基づく。
| 競走日     | 競馬場           | 競走名                 | 格   | 距離（馬場）  | 頭 数 | 枠 番 | 馬 番 | オッズ （人気） | 着順 | タイム  | 着差 | 騎手             | 斤量 [kg] | 1着馬（2着馬）           |
| ---------- | ---------------- | ---------------------- | ---- | ------------- | ----- | ----- | ----- | --------------- | ---- | ------- | ---- | ---------------- | --------- | ------------------------ |
| 1984.09.16 | 中山             | 3歳新馬                |      | 芝1600m（稍） | 9     | 8     | 8     | 007.4（2人）    | 1着  | R1:37.1 | -0.2 | 0加藤和宏        | 53        | (タカノミノブ)           |
| 00.0009.29 | 中山             | 芙蓉特別               | OP   | 芝1600m（良） | 10    | 3     | 3     | 003.4（1人）    | 10着 |         |      | 0加藤和宏        | 52        | ビンゴチムール           |
| 00.0010.27 | 東京             | いちょう特別           | OP   | 芝1600m（良） | 9     | 6     | 6     | 002.1（2人）    | 2着  | R1:34.8 | -0.0 | 0加藤和宏        | 52        | ロードキルター           |
| 00.0011.18 | 東京             | 府中3歳S               | OP   | 芝1800m（稍） | 7     | 4     | 4     | 001.6（1人）    | 1着  | R1:50.1 | -0.1 | 0加藤和宏        | 53        | (サクライチモンジ)       |
| 1985.03.30 | 中山             | 若葉賞                 | OP   | 芝2200m（重） | 8     | 6     | 6     | 001.5（1人）    | 1着  | R2:16.2 | -0.3 | 0岡部幸雄        | 55        | (マロンクシェット)       |
| 00.0005.26 | 東京             | 東京優駿               | GI   | 芝2400m（重） | 26    | 6     | 16    | 005.5（1人）    | 1着  | R2:31.0 | -0.5 | 0加藤和宏        | 57        | (スダホーク)             |
| 00.0007.27 | アスコット       | KGVI&QES               | GI   | 芝2400m（良） | 12    |       |       |                 | 8着  | R2:27.6 |      | 0岡部幸雄        | 54.5      | ペトスキー               |
| 00.0009.01 | バーデンバーデン | バーデン大賞典         | GI   | 芝2400m（不） | 7     |       |       |                 | 4着  | R2:37.8 |      | 0岡部幸雄        | 55        | ゴールドアンドアイボリー |
| 00.0009.15 | ロンシャン       | プランスドランジュ賞   |      | 芝2000m（重） | 6     |       |       |                 | 6着  | R2:12.0 |      | A.レグリ         | 58        | ロミルドカリエロ         |
| 00.0010.27 | ロンシャン       | ロイヤルオーク賞       | GI   | 芝3100m（良） | 12    |       |       |                 | 3着  | R3:22.7 |      | G.モス           | 56        | メルセイ                 |
| 1986.04.20 | ロンシャン       | エドウビル賞           | GIII | 芝2400m（不） | 6     |       | 1     |                 | 5着  | R2:57.6 |      | G.モス           | 58        | ベビーターク             |
| 00.0005.06 | ロンシャン       | シーシック賞           |      | 芝2000m（稍） | 5     |       | 1     |                 | 3着  | R2:17.1 |      | G.モス           | 55        | ティルト                 |
| 00.0006.08 | サンシーロ       | ミラノ大賞典           | GI   | 芝2400m（稍） | 9     |       | 1     |                 | 5着  | R2:29.3 |      | G.モス           | 60        | トミーウェイ             |
| 00.0008.16 | ロンシャン       | ゴントー・ビロン賞     | GIII | 芝2000m（良） | 10    |       | 1     |                 | 4着  | R2:06.5 |      | A.レグリ         | 54.5      | オーバーザオーシャン     |
| 00.0009.14 | ロンシャン       | フォワ賞               | GIII | 芝2400m（稍） | 6     |       | 1     |                 | 2着  | R2:38.7 |      | M.フィリッペロン | 56        | メルセイ                 |
| 00.0010.05 | ロンシャン       | 凱旋門賞               | GI   | 芝2400m（良） | 15    |       | 1     |                 | 14着 | R2:27.7 |      | M.フィリッペロン | 59        | ダンシングブレーヴ       |
| 00.0010.19 | ロンシャン       | コンセイユ・ド・パリ賞 | GII  | 芝2400m（稍） | 10    |       | 1     |                 | 4着  | R2:35.1 |      | M.フィリッペロン | 57        | アルタイアン             |
| 1987.03.28 | サンクルー       | エドモンブラン賞       | GIII | 芝1600m（不） | 11    |       | 1     |                 | 4着  | R1:53.7 |      | M.フィリッペロン | 56        | ハイエストオナー         |
| 00.0004.12 | ロンシャン       | ダルクール賞           | GII  | 芝2000m（稍） | 13    |       | 1     |                 | 8着  | R2:08.1 |      | M.フィリッペロン | 56        | グランパブラ             |
| 00.0005.02 | ロンシャン       | ガネー賞               | GI   | 芝2100m（良） | 10    |       | 1     |                 | 7着  | R2:15.1 |      | M.フィリッペロン | 58        | トリプティク             |
| 00.0010.11 | 東京             | 毎日王冠               | GII  | 芝1800m（良） | 12    | 1     | 1     | 006.0（3人）    | 8着  | R1:47.0 | 00.9 | 0加藤和宏        | 59        | ダイナアクトレス         |
| 00.0011.01 | 東京             | 天皇賞・秋             | GI   | 芝2000m（重） | 14    | 4     | 5     | 007.5（5人）    | 9着  | R2:01.4 | -1.7 | 0加藤和宏        | 58        | ニッポーテイオー         |
| 1988.08.07 | 函館             | 青函トンネル開通記念   |      | 芝1800m（良） | 8     | 3     | 3     | 004.9（3人）    | 2着  | R1:46.3 | -0.3 | 0加藤和宏        | 58        | ボールドノースマン       |
| 00.0008.21 | 函館             | 函館記念               | GIII | 芝2000m（良） | 14    | 3     | 4     | 004.6（2人）    | 4着  | R1:59.0 | -1.2 | 0加藤和宏        | 59        | サッカーボーイ           |
| 00.0010.09 | 東京             | 毎日王冠               | GII  | 芝1800m（稍） | 11    | 5     | 7     | 0011.1（4人）   | 2着  | R1:49.4 | -0.2 | 0加藤和宏        | 59        | オグリキャップ           |
| 00.0010.30 | 東京             | 天皇賞・秋             | GI   | 芝2000m（良） | 13    | 7     | 10    | 0014.2（5人）   | 7着  | R2:00.3 | -1.5 | 0加藤和宏        | 58        | タマモクロス             |

## 種牡馬時代
1989年より北海道日高町のブリーダーズ・スタリオン・ステーションにて種牡馬になり、京都4歳特別2着のオーシャンカレントや北斗盃のベストファーザー等を送り出した。
1996年のシーズンを最後に種牡馬を引退し、当時のシンジケート会の会長であった沖田正憲氏の沖田牧場へ移り余生を過ごした。
2012年4月8日午後10時、老衰のため30歳で死亡した。

## エピソード

### 転厩騒動
加藤がシリウスシンボリと1985年のクラシック戦線に臨む際、同馬の馬主である和田共弘が二本柳に対し、騎手を岡部に替えるよう要求したことに端を発する騒動。シリウスシンボリは3歳時に4戦2勝の成績であったが、敗れた2戦は1位入線も斜行・進路妨害により失格、スタートの出遅れから追い込み届かず2着という内容だった。
和田は「加藤はシリウスに乗って一度ならず二度までもミスを犯している。降ろすのが当然だ。競馬というのは強い馬に最高のジョッキーを乗せるのが本来の姿だ。それがファンへの信頼にもつながる。いま日本で最高のジョッキーは岡部だ。だから私は岡部を乗せたい」と二本柳に迫り、対する二本柳は「加藤が岡部に比べて一枚も二枚も見劣るということは断じてないのだから、加藤を乗せる。デビュー前からゲート難のあったシリウスを一生懸命に矯正して一人前にした加藤の苦労はどうなるんだ」と反発した。和田はシリウスを畠山重則厩舎へ転厩させるが、これが同馬の日常の世話を続けた厩務員に対しても酷薄な仕打ちであるとして、厩務員組合が和田を糾弾する事態となった。折衝の末にシリウスは二本柳厩舎に戻り、「4歳初戦の若葉賞は岡部、日本ダービー前哨戦のNHK杯から加藤」という妥協案で合意した。
岡部が騎乗したシリウスは若葉賞を快勝したが、加藤で臨むはずだったNHK杯は脚部不安で回避となり、日本ダービーへは直行となった。加藤はこの日本ダービーで冷静な騎乗を見せ、騒動を振り払っての優勝を果たした。競走後のインタビューでは自らの好む映画『ロッキー2』の主人公に倣い、観客の面前で妻の名を叫んだ。和田は風邪を理由として競馬場に姿を見せず、競走後には「加藤のスパートは早すぎた」「ゴール後にガッツポーズをしたのは安全面へのプロ意識に欠ける」といったコメントを出した。

## 血統表
| シリウスシンボリの血統        | シリウスシンボリの血統                | シリウスシンボリの血統 | （血統表の出典）  | （血統表の出典） |
| 父系                          | リファール系                          | リファール系           | リファール系      | [ § 2 ]          |
| 父 *モガミ Mogami 1976 青鹿毛 | 父の父Lyphard 1969 鹿毛               | Northern Dancer        | Nearctic          | Nearctic         |
| 父 *モガミ Mogami 1976 青鹿毛 | 父の父Lyphard 1969 鹿毛               | Northern Dancer        | Natalma           |                  |
| 父 *モガミ Mogami 1976 青鹿毛 | 父の父Lyphard 1969 鹿毛               | Goofed                 | Court Martial     | Court Martial    |
| 父 *モガミ Mogami 1976 青鹿毛 | 父の父Lyphard 1969 鹿毛               | Goofed                 | Barra             |                  |
| 父 *モガミ Mogami 1976 青鹿毛 | 父の母*ノーラック No Luck 1968 黒鹿毛 | Lucky Debonair         | Vertex            | Vertex           |
| 父 *モガミ Mogami 1976 青鹿毛 | 父の母*ノーラック No Luck 1968 黒鹿毛 | Lucky Debonair         | Fresh as Fresh    |                  |
| 父 *モガミ Mogami 1976 青鹿毛 | 父の母*ノーラック No Luck 1968 黒鹿毛 | No Teasing             | Palestinian       | Palestinian      |
| 父 *モガミ Mogami 1976 青鹿毛 | 父の母*ノーラック No Luck 1968 黒鹿毛 | No Teasing             | No Fidding        |                  |
| 母 スイートエプソム 1976 鹿毛 | 母の父*パーソロン Partholon 1960 鹿毛 | Milesian               | My Babu           | My Babu          |
| 母 スイートエプソム 1976 鹿毛 | 母の父*パーソロン Partholon 1960 鹿毛 | Milesian               | Oatflake          |                  |
| 母 スイートエプソム 1976 鹿毛 | 母の父*パーソロン Partholon 1960 鹿毛 | Paleo                  | Pharis            | Pharis           |
| 母 スイートエプソム 1976 鹿毛 | 母の父*パーソロン Partholon 1960 鹿毛 | Paleo                  | Calonice          |                  |
| 母 スイートエプソム 1976 鹿毛 | 母の母*シレトコ Shiretoko 1970 栗毛   | *Takawalk              | Native Dancer     | Native Dancer    |
| 母 スイートエプソム 1976 鹿毛 | 母の母*シレトコ Shiretoko 1970 栗毛   | *Takawalk              | Ampola            |                  |
| 母 スイートエプソム 1976 鹿毛 | 母の母*シレトコ Shiretoko 1970 栗毛   | Pochette               | Worden            | Worden           |
| 母 スイートエプソム 1976 鹿毛 | 母の母*シレトコ Shiretoko 1970 栗毛   | Pochette               | Diplomatic Bag    |                  |
| 母系(F-No.)                   | (FN:13-e)                             | (FN:13-e)              | (FN:13-e)         | [ § 3 ]          |
| 5代内の近親交配               | Native Dancer 4×5                     | Native Dancer 4×5      | Native Dancer 4×5 | [ § 4 ]          |
| 出典                          | 1. 2. 3. 4.                           | 1. 2. 3. 4.            | 1. 2. 3. 4.       | 1. 2. 3. 4.      |